# Althütte (Frauenau)
Althütte ist ein Gemeindeteil der Gemeinde Frauenau im niederbayerischen Landkreis Regen.

## Lage
Das Dorf Althütte liegt im Bayerischen Wald etwa einen Kilometer westlich von Frauenau.

## Geschichte
Die erste namentliche Erwähnung einer Glashütte in Frauenau findet sich in einer Urkunde vom 13. Dezember 1492. Die Hütte befand sich zunächst am Kleinen Regen und war im 16. Jahrhundert meist in den Händen der Hüttenmeisterfamilie Frisch. Sie wurde am 18. März 1605 von Paulus Poschinger erworben und war laut Kaufvertrag „in Unserer Lieben Frauen Au gelegen“. Wilhelm Poschinger betrieb sie dann „auf der Zell“ in der Nähe des jetzigen Ortsteils Althütte, bevor sie Franz Poschinger um das Jahr 1666 stilllegte.
Im Jahr 1808 wird erstmals der Ort Althütte mit fünf Häusern im Häuser- und Rustikalsteuerkataster als zum Steuerdistrikt Lindberg gehörend verzeichnet. 1813 als Teil einer Gemeinde Flanitz vorgesehen, erscheint Althütte dann 1821 als Teil der Gemeinde Unterfrauenau des Landgerichtes Regen, später als Teil der jetzigen Gemeinde Frauenau.

## Sehenswürdigkeiten
- Sitzberger-Kapelle. Sie wurde 1882 erbaut und 1968 vom Heimatverein Frauenau neu errichtet, dabei wegen Straßenbau etwas versetzt.